# Jakub Brzeziński
Jakub Brzeziński (1 de febrero de 1998) es un deportista polaco que compite en piragüismo en la modalidad de eslalon. Ganó una medalla de plata en el Campeonato Europeo de Piragüismo en Eslalon de 2022, en la prueba de K1 por equipos.

## Palmarés internacional
| Campeonato Europeo | Campeonato Europeo             | Campeonato Europeo | Campeonato Europeo |
| Año                | Lugar                          | Medalla            | Competición        |
| ------------------ | ------------------------------ | ------------------ | ------------------ |
| 2022               | Liptovský Mikuláš (Eslovaquia) | Medalla de plata   | K1 por equipos     |